# Viatge sentimental a través de França i Itàlia
Viatge sentimental a través de França i Itàlia (A Sentimental Journey Through France and Italy) és una novel·la de l'escriptor anglès Laurence Sterne. Va ser publicada per primera vegada el 27 de febrer de 1768, coincidint pràcticament amb el decés de l'autor, que ocorreria el 18 de març del mateix any. En català, ha estat publicada per Adesiara.

## Argument
En 1765, afectat ja de tisi, Sterne va decidir viatjar a climes més càlids que el d'Anglaterra, i va recórrer França i Itàlia, tot arribant fins a Nàpols.
Després del seu retorn a Anglaterra, va decidir relatar els seus viatges pel continent des d'un punt de vista sentimental, cosa que ja havia fet en el llibre VII del seu Tristram Shandy, i que després va tornar a esbossar en el Viatge sentimental. De fet, aquest llibre pot entendre's com un epíleg de Tristram Shandy, però també com a resposta al Viatge per França i Itàlia de l'escriptor contemporani seu Tobias Smollett.

### Controvèrsia amb Smollett

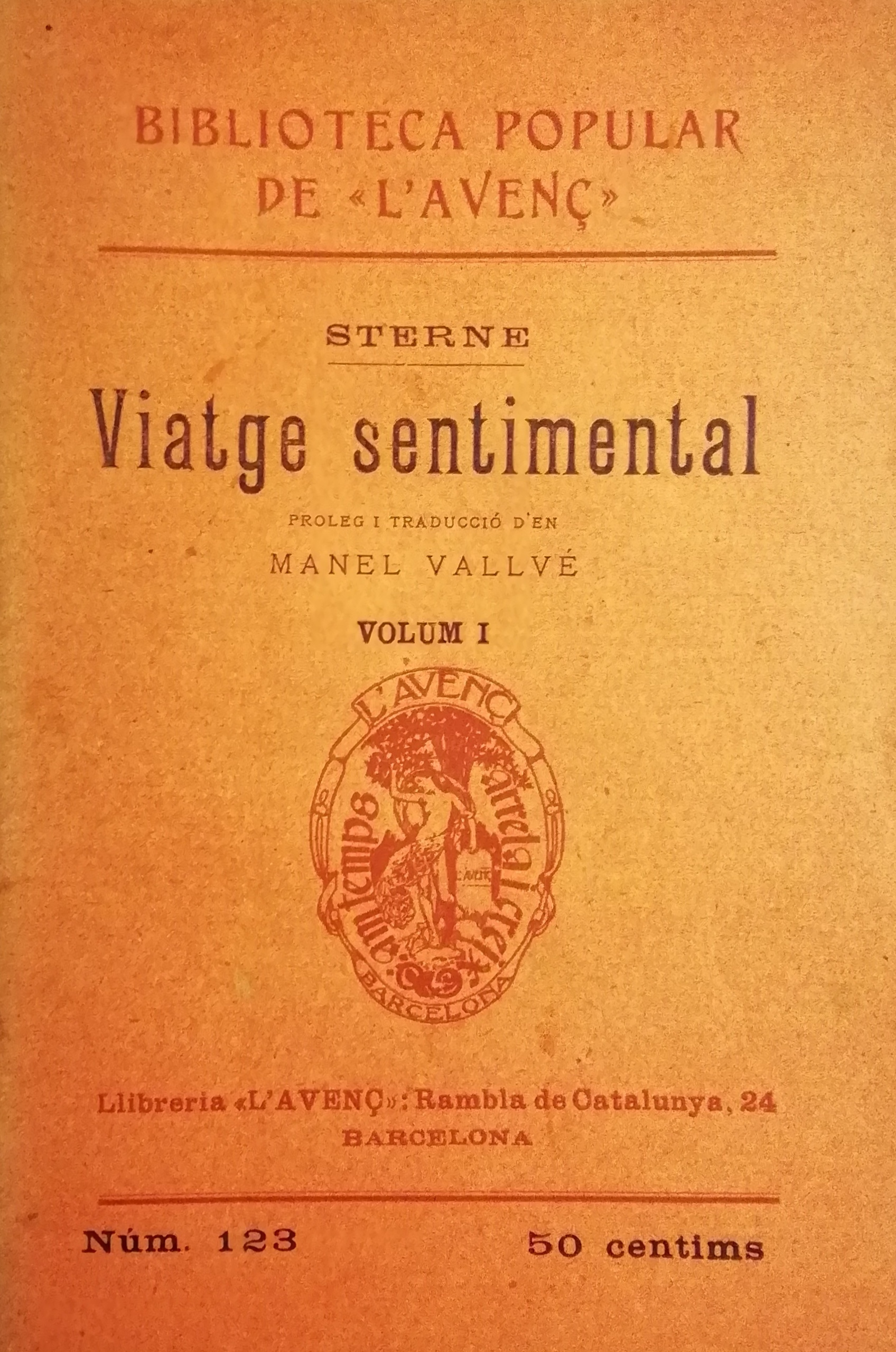
A Sentimental Journey Through France and Italy (Viatge Sentimental) de Laurence Sterne. Traducció catalana de Manel Vallvé publicada a Barcelona l'any 1912.

El Viatge per França i Itàlia de Smollett és una obra completament oposada al "sentimentalisme" de Sterne; hi mostra un caràcter misantrop i poc favorable als llocs que descriu. Sembla que Sterne i Smollett van coincidir a Milà durant els seus viatges per Europa; Sterne es va mostrar molt contrariat per la maledicència i el rancor que Smollett mostrava en el seu llibre pel que feia a la gent i els països que estava visitant. Sterne va arribar a sobrenomenar Smollett com a Smellfungus (literalment, 'Olorafongs'), ja que deia de Smollett que estava tan amargat que era capaç d'olorar la pudor de fong fins i tot on no n'hi havia cap.
| «                                                                   | El narrador de Sterne, en canvi, és susceptible a la transformació per l'ambient i desitja descriure els fluxos i refluxos del nostre humor | » |
| — Paul Goring, Introducció a Viaje sentimental de Penguin Clásicos. | |   |

El Viatge sentimental de Sterne es va convertir en un èxit des del mateix moment de la seva publicació, i l'autor va guanyar gran popularitat i influència. L'estil de l'obra va ser el que van tractar d'imitar els subsegüents viatgers de la segona meitat del segle xviii. A diferència dels relats de viatges anteriors, que generalment oferien informació de cada lloc de forma impersonal i pretesament objectiva –tot insistint en la cultura clàssica com a referència absoluta del gènere– el Viatge sentimental emfatitza les opinions de caràcter subjectiu i personal, els sentiments de l'autor, i sobretot veu amb bonhomia les maneres i les formes d'actuar de les persones amb qui coincideix. Al llarg de la dècada dels 70, les dones viatgeres començarien a publicar diaris de viatge des d'un punt de vista sentimental, al mateix temps que el sentimentalisme es convertia en l'estil favorit d'aquells que oferien opinions poc ortodoxes o a contracorrent.

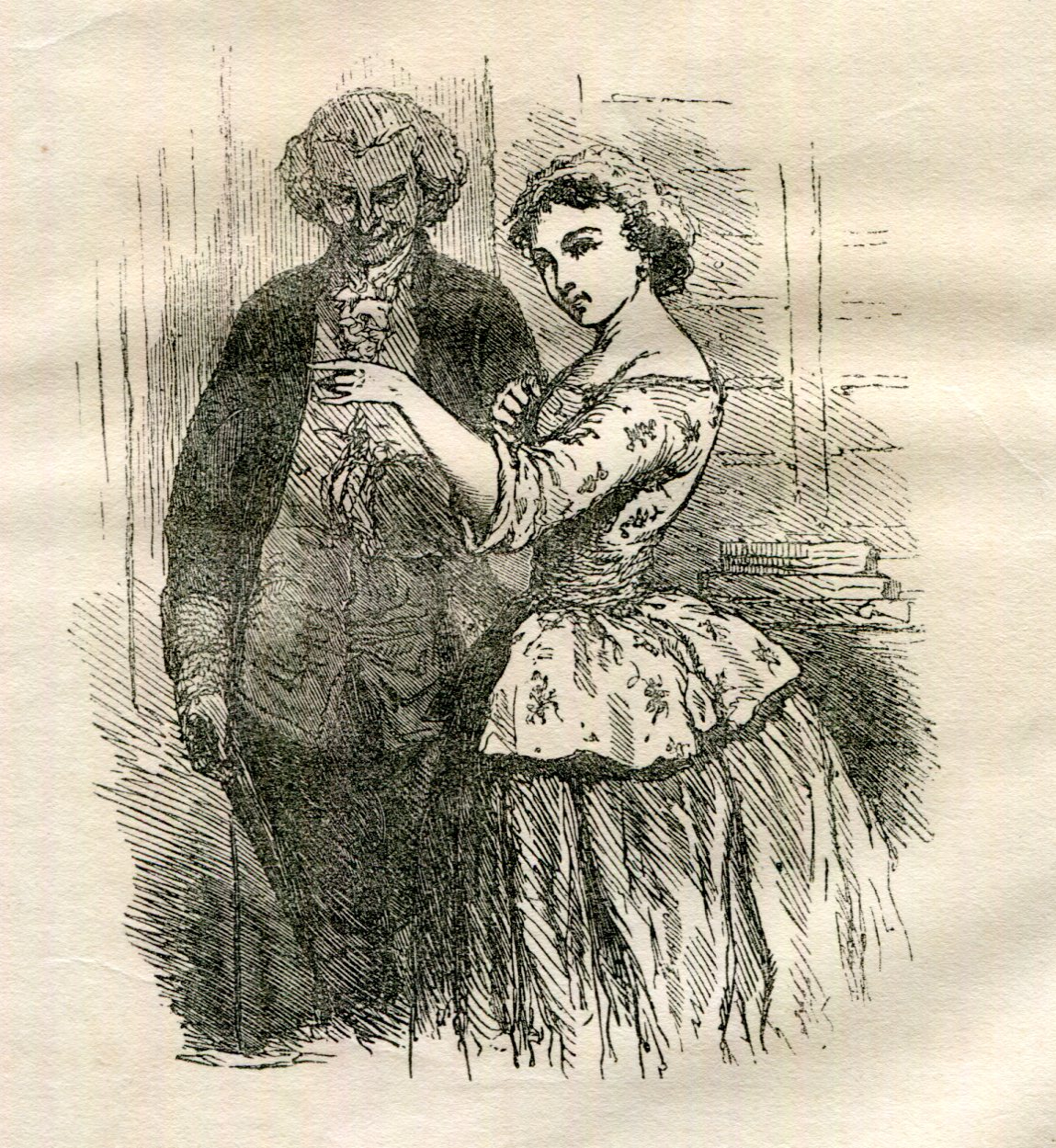
Yorick i senyora de L. durant una trobada a Calais

### Narrador de l'obra
El narrador de l'obra és el reverend Mr Yorick, personatge que ja apareixia en la novel·la Tristram Shandy, i que es presenta al lector com una mena de velat alter ego del mateix Sterne. En el Viatge sentimental, Yorick narra les seves aventures, generalment de caràcter galant i amorós, en una sèrie d'episodis independents, seguint més o menys un ordre cronològic. El llibre, inacabat a causa de la mort de Sterne, s'interromp quan l'autor arriba a Itàlia. L'estil del llibre, més elegant i menys excèntric que el del Tristram Shandy, va ser millor rebut per la crítica contemporània.